# 圣阿斯捷
圣阿斯捷（法語：Saint-Astier，法語發音：[sɛ̃.t‿astje]），法国西南部城市，新阿基坦大区多尔多涅省的一个市镇，隶属于佩里格区，其市镇面积为34.25平方公里，2022年1月1日时人口数量为5,309人，在法国城市中排名第2,062位。
圣阿斯捷位于多尔多涅省中西部，伊勒河右岸，库特拉－蒂勒铁路经过此地并设站，另有多条公路在此交汇。圣阿斯捷是一个区域性的中心城市，因其境内的法国国家宪兵训练中心而闻名。

## 地名来源
“Astier”一名来源于公元五世纪时居住于此的古罗马将军阿斯泰里尤斯，其逝世后安葬于此，当地建有一处其雕像。
法国洛特-加龙省亦有同名市镇。
圣阿斯捷所处区域在19世纪以前通行奥克语，“Saint-Astier”在奥克语维基百科及Openstreetmap中被标记为“Sench Astier”。

## 历史

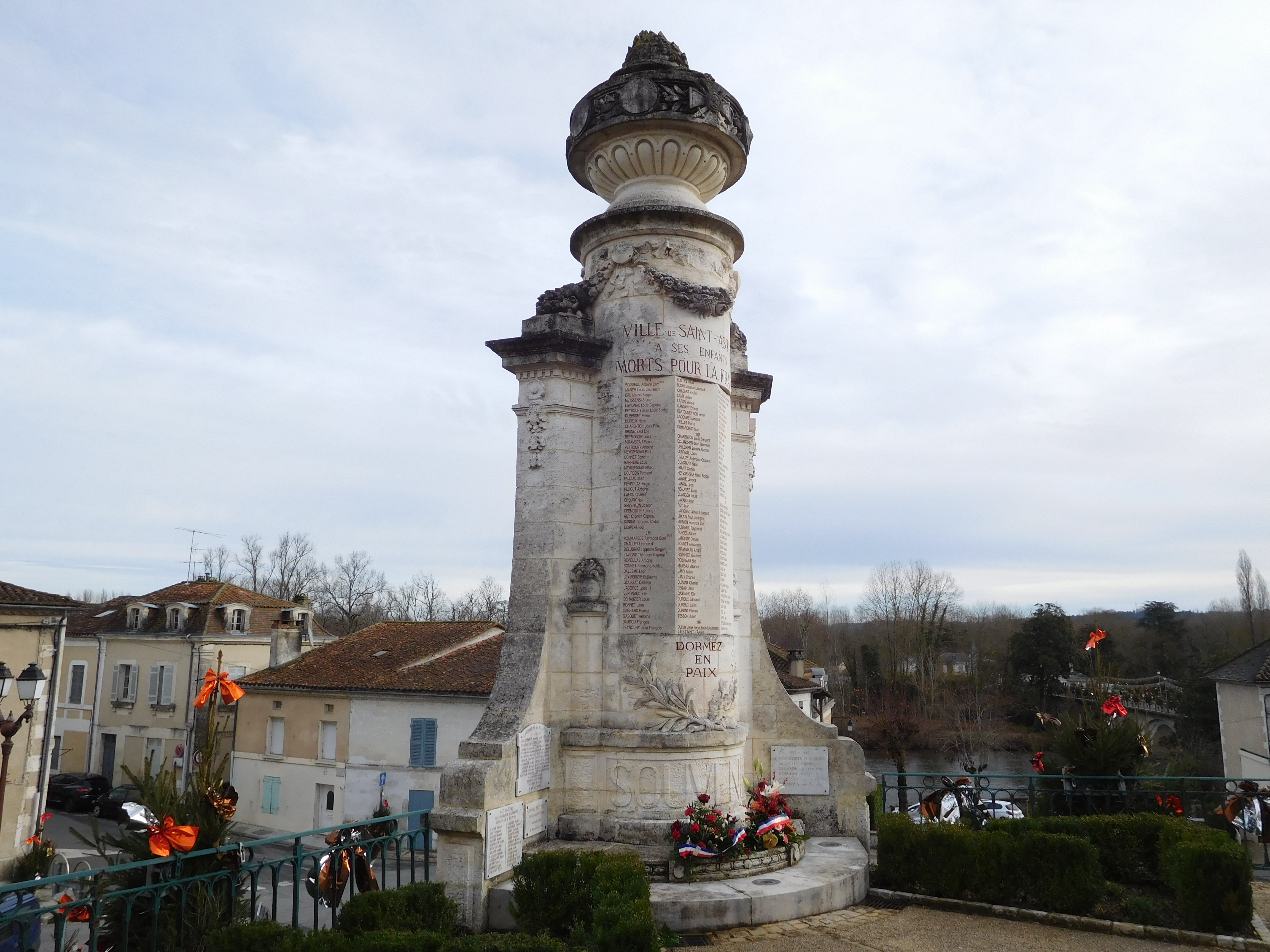
圣阿斯捷烈士纪念碑

根据当地官方网站的论述，圣阿斯捷始建于公元5世纪，其聚落的形成与安葬阿斯泰里尤斯的教堂有关，后者最初可能位于萨朗布尔河与伊勒河交汇处附近，现已不存。中世纪中期，圣阿斯捷长期为佩里戈尔伯爵的一处领地，当地城塞于1219年建成。法国大革命后，圣阿斯捷成为多尔多涅省的一个市镇。1832年，横跨伊勒河的石桥建成，途径圣阿斯捷的库特拉－蒂勒铁路首通段则于1853年建成通车。1913年，圣阿斯捷出现了一家大型手工制鞋厂，二战后该厂外迁，原厂址被改建为文化中心。1969年，法国国家宪兵训练中心在圣阿斯捷建成。

## 地理

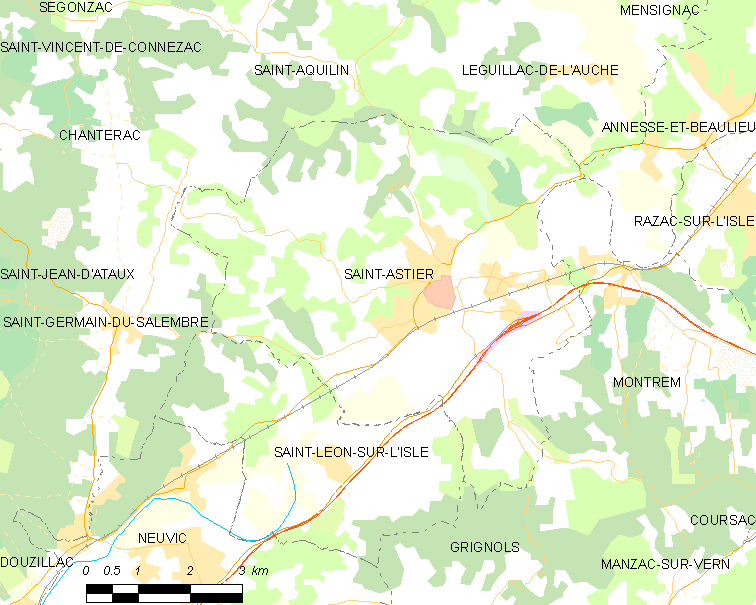
圣阿斯捷市镇范围地图

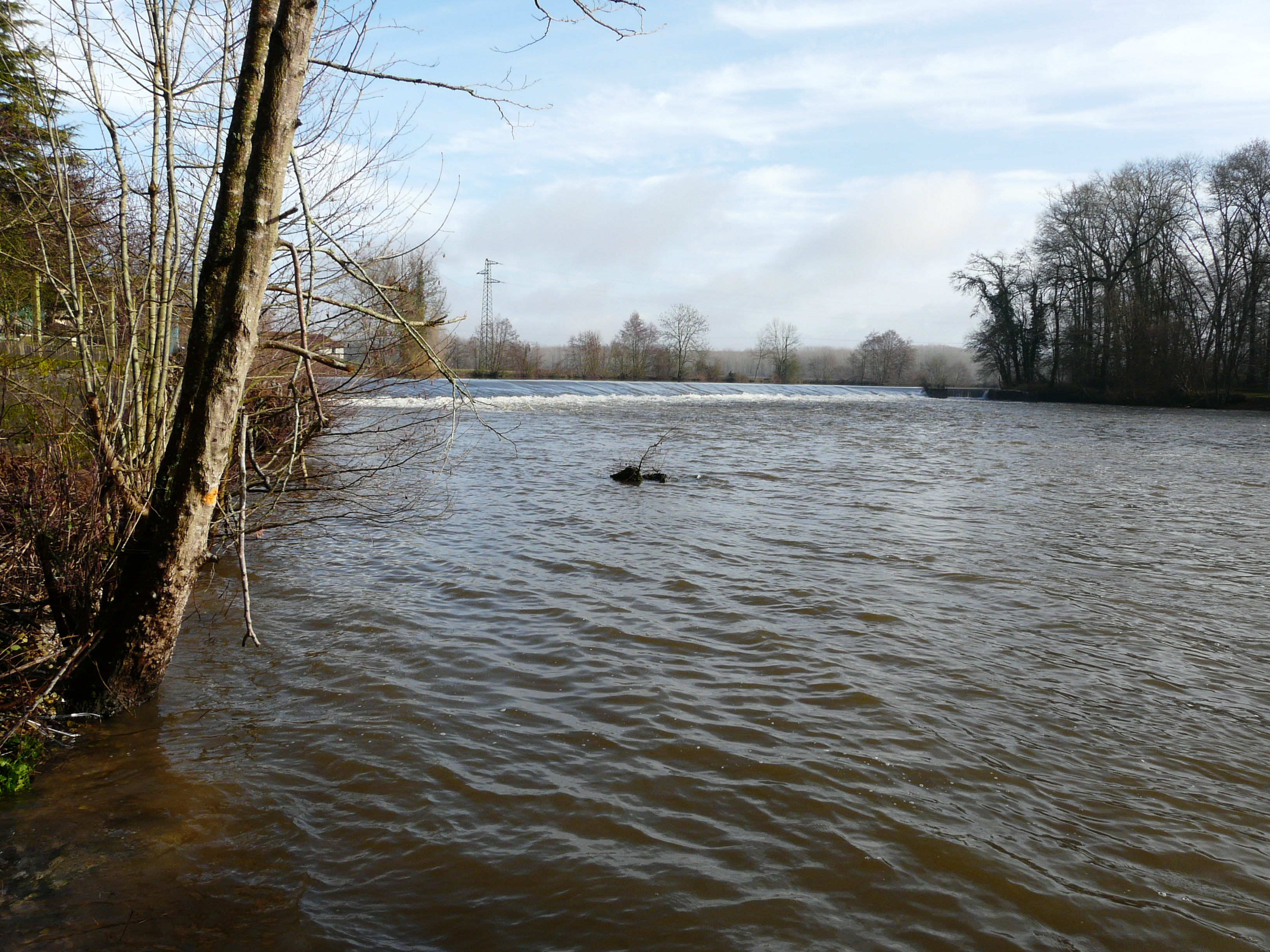
伊勒河圣阿斯捷附近的河段

圣阿斯捷位于法国西南部，新阿基坦大区中部和多尔多涅省中西部，距离省会佩里格大约19公里。与圣阿斯捷接壤的市镇包括：莱吉亚克德洛什、阿内斯和博略、蒙特朗、格里尼奥勒、伊勒河畔圣莱昂、圣日耳曼迪萨朗布尔、尚泰拉克和圣阿基兰。

### 地形
圣阿斯捷位于白色佩里戈尔腹地，境内以丘陵和浅丘为主，市镇中心位于伊勒河畔，地势自河岸向外侧逐渐抬升，但总体较为平坦，全境海拔在58到222米之间。

### 水文
圣阿斯捷位于加龙河流域，伊勒河自东北向西南流经市区，其右岸支流皮约朗河（Le Puyolem）自西向东流经市区南部。

### 植被
圣阿斯捷属于温带阔叶混交林区，当地林地主要分布于河流附近及部分丘陵地区。
在鲜花城市的评比中，圣阿斯捷被评为1星级鲜花城市。

### 气候
圣阿斯捷在柯本气候分类法中属于温带海洋性气候。
距离圣阿斯捷最近的常年气象站位于佩里格境内，以下为该气象站的数据：
| 佩里格1981年－2010年                    | 佩里格1981年－2010年 | 佩里格1981年－2010年 | 佩里格1981年－2010年 | 佩里格1981年－2010年 | 佩里格1981年－2010年 | 佩里格1981年－2010年 | 佩里格1981年－2010年 | 佩里格1981年－2010年 | 佩里格1981年－2010年 | 佩里格1981年－2010年 | 佩里格1981年－2010年 | 佩里格1981年－2010年 | 佩里格1981年－2010年 |
| 月份                                    | 1月                  | 2月                  | 3月                  | 4月                  | 5月                  | 6月                  | 7月                  | 8月                  | 9月                  | 10月                 | 11月                 | 12月                 | 全年                 |
| --------------------------------------- | -------------------- | -------------------- | -------------------- | -------------------- | -------------------- | -------------------- | -------------------- | -------------------- | -------------------- | -------------------- | -------------------- | -------------------- | -------------------- |
| 历史最高温 °C（°F）                     | 18.5 (65.3)          | 26.6 (79.9)          | 27.6 (81.7)          | 29 (84)              | 32.4 (90.3)          | 38.3 (100.9)         | 40.2 (104.4)         | 40 (104)             | 36.1 (97.0)          | 31.1 (88.0)          | 22.4 (72.3)          | 19.1 (66.4)          | 40.2 (104.4)         |
| 平均高温 °C（°F）                       | 9.2 (48.6)           | 10.5 (50.9)          | 14.2 (57.6)          | 16.7 (62.1)          | 20.8 (69.4)          | 23.7 (74.7)          | 27.4 (81.3)          | 27.1 (80.8)          | 24.2 (75.6)          | 19 (66)              | 12.8 (55.0)          | 10 (50)              | 18 (64)              |
| 日均气温 °C（°F）                       | 5.3 (41.5)           | 5.9 (42.6)           | 8.7 (47.7)           | 10.9 (51.6)          | 14.8 (58.6)          | 17.8 (64.0)          | 20.6 (69.1)          | 20.3 (68.5)          | 17.3 (63.1)          | 13.6 (56.5)          | 8.5 (47.3)           | 5.9 (42.6)           | 12.5 (54.5)          |
| 平均低温 °C（°F）                       | 1.4 (34.5)           | 1.2 (34.2)           | 3.3 (37.9)           | 5.1 (41.2)           | 8.9 (48.0)           | 12.1 (53.8)          | 13.9 (57.0)          | 13.3 (55.9)          | 10.6 (51.1)          | 8.4 (47.1)           | 4.3 (39.7)           | 1.7 (35.1)           | 7 (45)               |
| 历史最低温 °C（°F）                     | −21.5 (−6.7)         | −12.5 (9.5)          | −12 (10)             | −5 (23)              | −2 (28)              | 1 (34)               | 5 (41)               | 1 (34)               | 0 (32)               | −3.2 (26.2)          | −9.1 (15.6)          | −11 (12)             | −21.5 (−6.7)         |
| 平均降水量 mm（）                       | 63 (2.5)             | 55.5 (2.19)          | 58.1 (2.29)          | 64.8 (2.55)          | 61.6 (2.43)          | 41.7 (1.64)          | 42.1 (1.66)          | 33.7 (1.33)          | 34.8 (1.37)          | 45.7 (1.80)          | 49.9 (1.96)          | 56.9 (2.24)          | 607.7 (23.93)        |
| 月均日照時數                            | 85.4                 | 111.3                | 167.4                | 178                  | 210.8                | 231.7                | 248                  | 240.2                | 199.3                | 136.9                | 88.7                 | 78.2                 | 1,975.9              |
| 来源：infoclimat.fr, annuaire-mairie.fr |                      |                      |                      |                      |                      |                      |                      |                      |                      |                      |                      |                      |                      |

## 行政区划
圣阿斯捷的市镇编号为24372，邮政编号为24110。
在行政管理方面，圣阿斯捷隶属于法国新阿基坦大区多尔多涅省佩里格区；在地方选举方面，圣阿斯捷是圣阿斯捷县的中央投票站所在地，其市镇范围全境被划入多尔多涅省第一选区；在社会管理方面，圣阿斯捷是佩里戈尔地区伊勒-韦恩-萨朗布尔市镇公共社区的办公驻地。
法国国家统计与经济研究所（简称）在进行数据统计时，将圣阿斯捷及相邻的另外一个市镇设为圣阿斯捷城市核心区，但未将其划入任何城市区（）内。自2020年起，圣阿斯捷被划入包含49个市镇的佩里格城市辐射区。此外，还将圣阿斯捷市镇分为了2个“块区”（IRIS），以便于统计人口分布情况。

## 交通

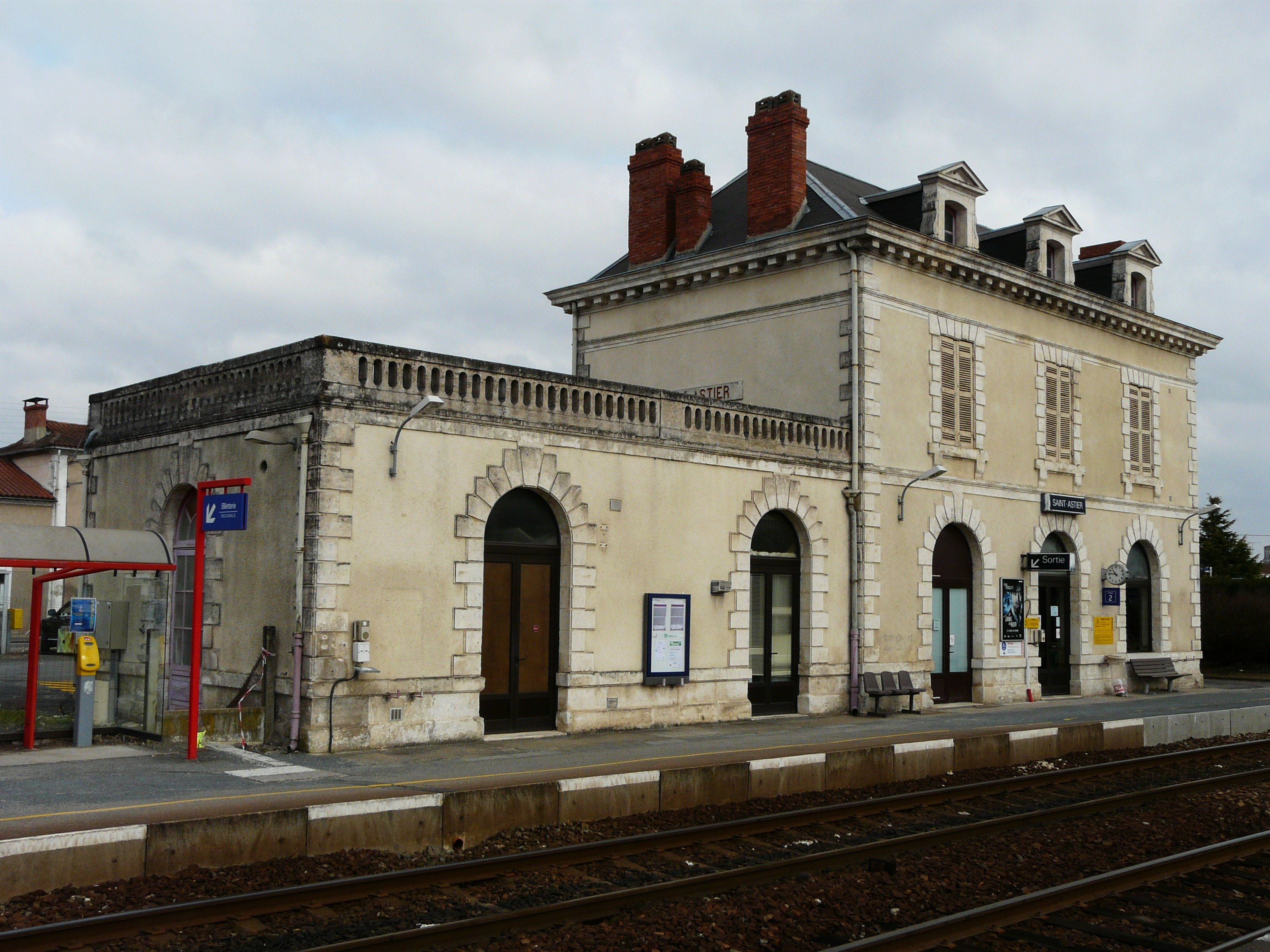
圣阿斯捷火车站

### 公路
A89高速公路经过圣阿斯捷市区东南部，通过14号出入口连接市区；此外多条多尔多涅省省道在圣阿斯捷境内交汇。佩里戈尔地区伊勒-韦恩-萨朗布尔市镇公共社区提供当地校车线路，可前往周边部分市镇。
| 14 | 2.3 |

| 佩里格 | 18 |

| 米西当 | 20 |

| 里贝拉克 | 24 |

2018年，73.2%的圣阿斯捷家庭拥有至少一辆私人汽车。2019年，圣阿斯捷境内共发生各类交通事故4起，造成6人受伤，其中3人重伤。

### 铁路
圣阿斯捷位于库特拉－蒂勒铁路上。圣阿斯捷站位于市区西南部，停靠往返于波尔多和佩里格一线的区域列车，部分车次可直通利摩日、布里夫拉盖亚尔德以及于塞勒。

### 航空
距离圣阿斯捷最近的民用航空站为贝尔热拉克机场，距离圣阿斯捷市中心的公路里程约48公里。

### 城市公共交通
截至2022年11月，圣阿斯捷暂无城市公共交通系统。

## 政治

### 市政内阁

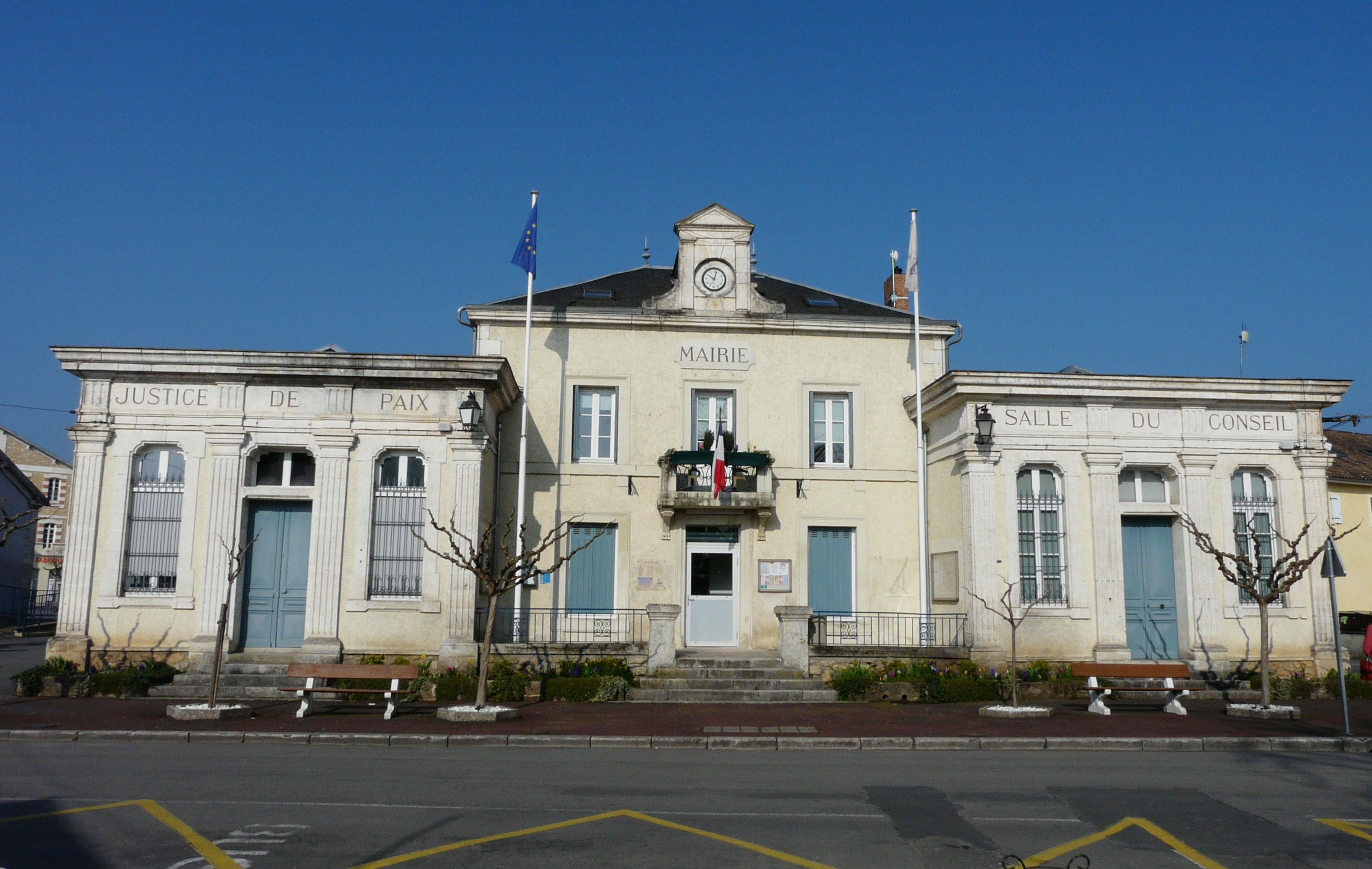
圣阿斯捷市政厅

圣阿斯捷的现任市长为埃利萨贝特·马尔蒂女士（Elisabeth MARTY），她是共和党的一名成员，在2020年的市政选举中获得了50.34%的支持率。
| 圣阿斯捷历届市长 | 圣阿斯捷历届市长                    | 圣阿斯捷历届市长            |
| 任期             | 市长                                | 党派                        |
| ---------------- | ----------------------------------- | --------------------------- |
| 1945年－1947年   | Maurice LAURENT 奥班·拉科尔         | 不详                        |
| 1947年－1948年   | Aubin LACORE 奥班·拉科尔            | 不详                        |
| 1948年－1952年   | Maurice CREBET 莫里斯·克雷贝        | 不详                        |
| 1952年－1953年   | Pierre ASTARIE 皮埃尔·阿斯塔里      | 不详                        |
| 1953年－1956年   | Léopold DELBARY 莱奥波尔德·代尔巴里 | 不详                        |
| 1956年－1959年   | Louis GUICHARD 路易·吉夏尔          | 不详                        |
| 1959年－1977年   | Raymond DUPUY 雷蒙·迪皮             | RAD激进党                   |
| 1977年－2014年   | Jacques MONSARSON 雅克·蒙萨尔松     | PS社会党                    |
| 2014年－         | Elisabeth MARTY 埃利萨贝特·马尔蒂   | DVD右翼无党派人士 →LR共和黨 |

### 各级选举
| 圣阿斯捷历届投票选举结果 | 圣阿斯捷历届投票选举结果 | 圣阿斯捷历届投票选举结果 | 圣阿斯捷历届投票选举结果 | 圣阿斯捷历届投票选举结果    | 圣阿斯捷历届投票选举结果 | 圣阿斯捷历届投票选举结果 | 圣阿斯捷历届投票选举结果    | 圣阿斯捷历届投票选举结果 | 圣阿斯捷历届投票选举结果 |
| 选举项目                 | 选举范围                 | 选区单位                 | 选区单位内的选举结果     | 选区单位内的选举结果        | 选区单位内的选举结果     | 选区单位内的选举结果     | 选区单位内的选举结果        | 选区单位内的选举结果     | 参考资料                 |
| 选举项目                 | 选举范围                 | 选区单位                 | 第一轮胜出者             | 第一轮胜出者                | 支持率                   | 第二轮胜出者             | 第二轮胜出者                | 支持率                   | 参考资料                 |
| ------------------------ | ------------------------ | ------------------------ | ------------------------ | --------------------------- | ------------------------ | ------------------------ | --------------------------- | ------------------------ | ------------------------ |
| 2017年法國總統選舉       | 法國                     | 市镇                     |                          | 让-吕克·梅朗雄              | 26.56%                   |                          | 埃马纽埃尔·马克龙           | 60.27%                   | [ 23 ]                   |
| 2017年法国立法选举       | 多尔多涅省第一选区       | 市镇                     |                          | 菲利普·沙桑                 | 33.08%                   |                          | 菲利普·沙桑                 | 50.67%                   | [ 23 ]                   |
| 2019年欧洲议会选举       | 法國                     | 市镇                     |                          | 若尔当·巴尔代拉             | 27.02%                   | （不适用）               | （不适用）                  | （不适用）               | [ 25 ]                   |
| 2021年法国省级选举       | 多尔多涅省               | 县                       |                          | 薇洛妮克·沙布雷鲁 雅克·拉努 | 37.8%                    |                          | 薇洛妮克·沙布雷鲁 雅克·拉努 | 67.6%                    | [ 26 ]                   |
| 2021年法国省级选举       | 多尔多涅省               | 市镇                     |                          | 薇洛妮克·沙布雷鲁 雅克·拉努 | 35.22%                   |                          | 薇洛妮克·沙布雷鲁 雅克·拉努 | 63.67%                   | [ 26 ]                   |
| 2021年法国大区选举       |                          | 市镇                     |                          | 阿兰·鲁塞                   | 31.27%                   |                          | 阿兰·鲁塞                   | 43.58%                   | [ 27 ]                   |
| 2022年法国总统选举       | 法國                     | 市镇                     |                          | 玛丽娜·勒庞                 | 27.23%                   |                          | 玛丽娜·勒庞                 | 52.2%                    | [ 23 ]                   |
| 2022年法国立法选举       | 多尔多涅省第一选区       | 市镇                     |                          | 埃利萨贝特·马尔蒂           | 30.95%                   |                          | 帕斯卡勒·马丁               | 53.07%                   | [ 23 ]                   |

## 人口
2019年，圣阿斯捷市镇人口数量为5,352，在法国排名第2,062位。其中男性2,519人，女性2,833人，75岁及以上人口占14.6%，外籍人口数量为76人，人口密度为156人/平方公里，当地居民被称为（男性）或（女性）。2020年，圣阿斯捷境内出生46人，死亡人口82人。
| 圣阿斯捷1901年－2019年人口变化情况 |
|                                    |
| 数据来源：Cassini、INSEE           |

## 经济

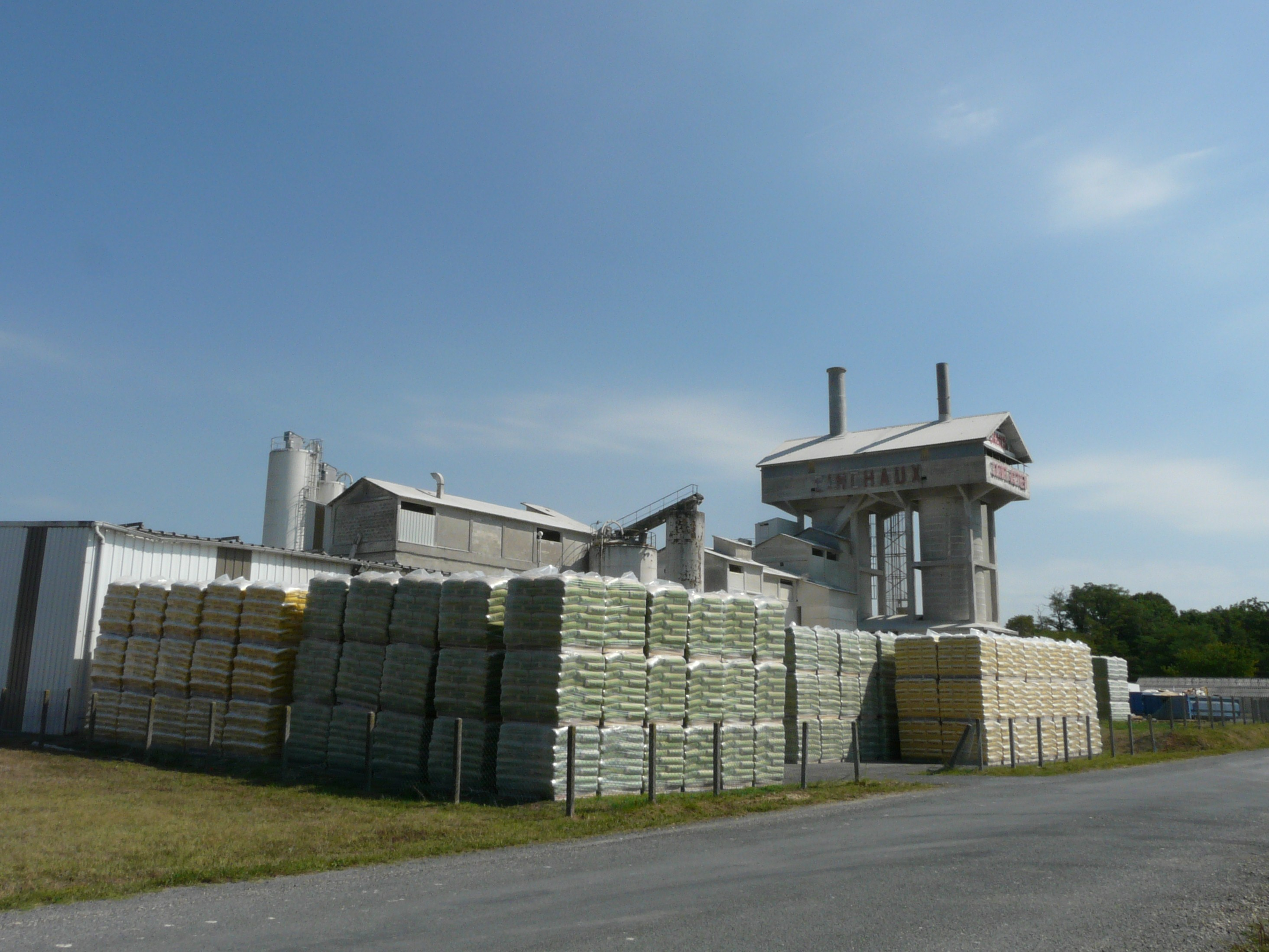
圣阿斯捷的一处工厂

圣阿斯捷是一个区域性的中心城市。截止2022年11月，圣阿斯捷市镇范围内共有各类用人单位（包含自雇）727家，平均历史为15年，其中98.25%为中小型企业（PME），2022年9月至11月间，当地的经济活力指数为0.83%。（大型零售）、（奶酪）及（化妆品）是当地2021年营业额最高的三个企业，分别为32,357,536欧元、15,944,223欧元和14,101,296欧元。

## 财政与居民收入
2020年，圣阿斯捷的财政收入总额为5,240,640欧元，财政支出总额为4,243,760欧元，当年的债务总额为6,052,980欧元。2021年，圣阿斯捷市镇共获得1,821,699欧元的国家财政补助，比上一年增加了0.02%。
2019年，圣阿斯捷的人均月收入总额为2,005欧元，其中高级职员为3,469欧元，低于法国平均水平（4,230欧元）；中级职员为2,275欧元，低于法国平均水平（2,411欧元）；普通职员为1,663欧元，亦低于法国平均水平（1,740欧元）。
2018年，圣阿斯捷境内的青壮年（15至64岁）失业率为12.6%，当地42.7%的家庭拥有纳税资格，平均纳税1,794欧元，低于法国平均水平（3,910欧元）。

## 社会事务

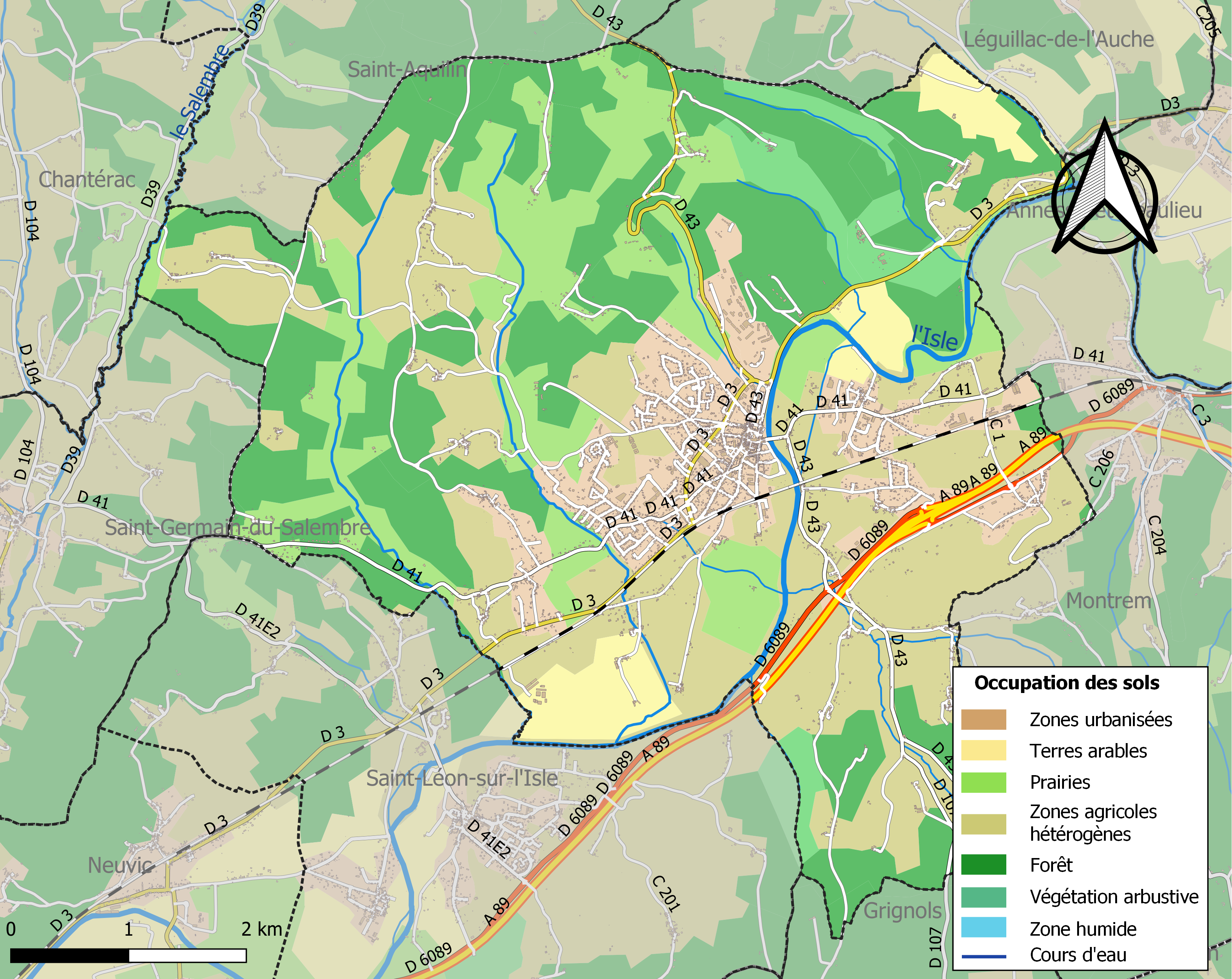
圣阿斯捷土地利用情况地图

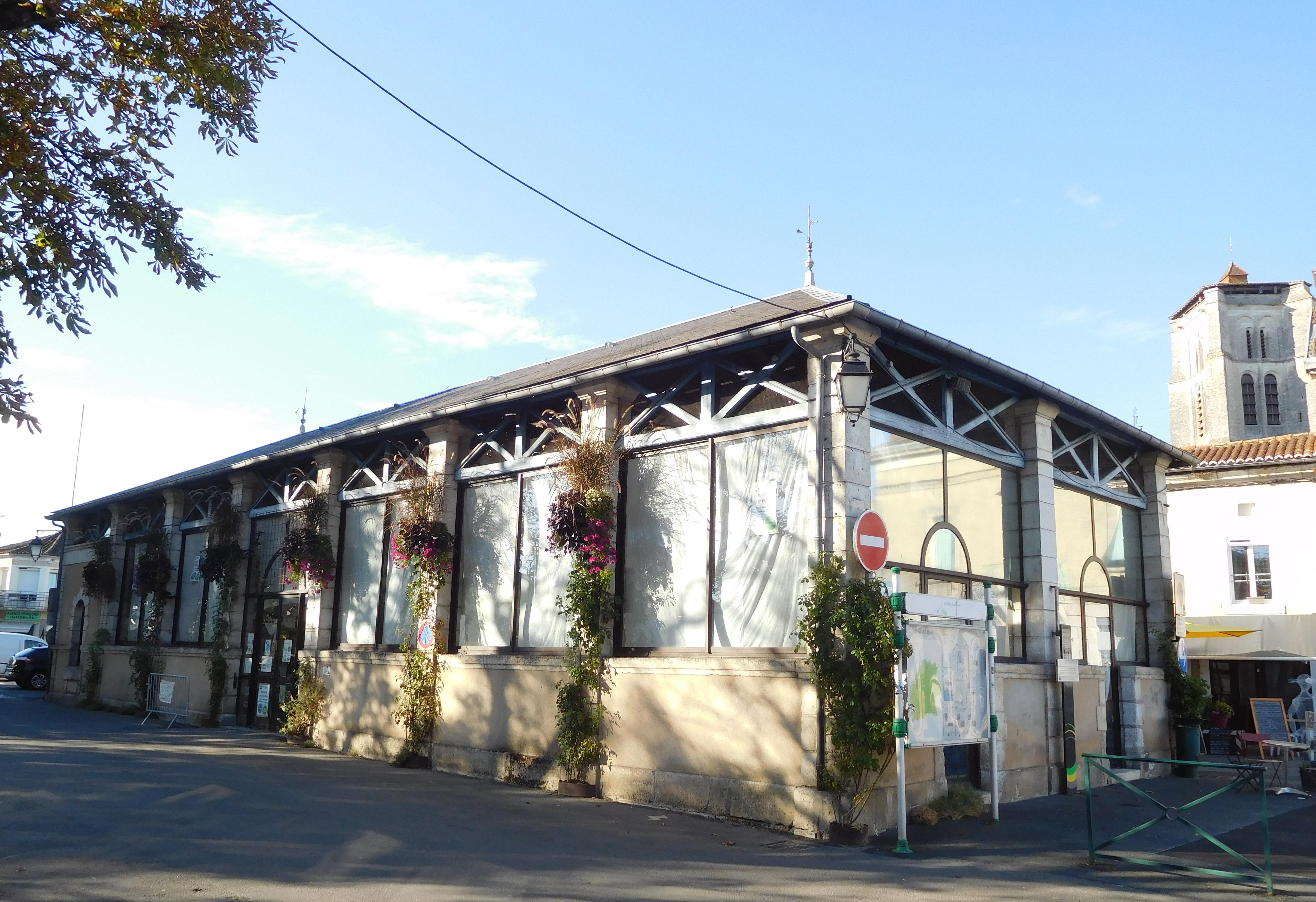
圣阿斯捷集市大堂

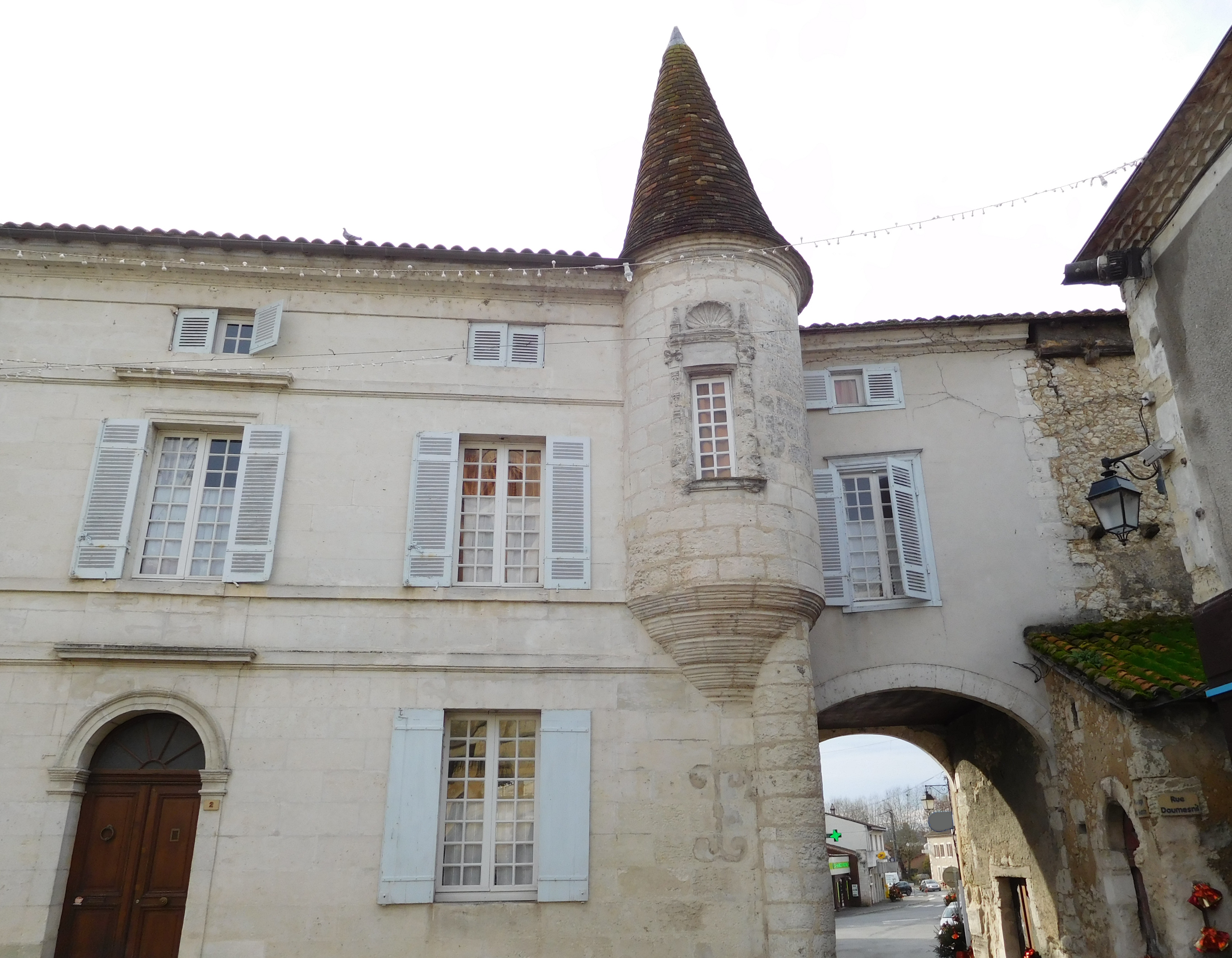
圣阿斯捷塔楼

### 教育
圣阿斯捷属于波尔多学区。截止2020年1月1日，圣阿斯捷境内共有1所幼儿园、2所小学、1所初级中学。2018至2019学年度，圣阿斯捷境内共有在校中等教育阶段学生587名。
法国国家宪兵训练中心（CNEFG）位于圣阿斯捷。

### 医疗
截止2020年1月1日，圣阿斯捷境内共有全科医生7名、保健师4名、牙医6名和护士13名。境内共有药房1家、残疾人帮扶中心1家。
圣阿斯捷中心医院（Centre Hospitalier de Saint-Astier）是法国的一个区域性医疗机构，其主病区位于圣阿斯捷市区西部，设有床位40个，是当地规模最大的公立综合性医院。

### 住房
2018年，圣阿斯捷境内共有各类住房3,003套，其中79.9%为独立式居民区，18.1%为集中式居民区。常住房屋占圣阿斯捷市镇范围内居民建筑总量的84.6%。
在住房保障政策方面，2020年，圣阿斯捷境内共有552户家庭获得了住房经济补助，受益人数占总人口数量的10.3%，其中512份为房租补助。

### 商业
2019年，圣阿斯捷境内共有各类实体商铺126家，其中餐厅15家、大型超市3家、面包房4家、肉铺2家、装饰品店1家、银行门店3家、美容美发店6家、汽车维修店9家。市区西部建有一家E.Leclerc购物商场，市区东部则有一家Lidl超市。

### 体育
2020年，圣阿斯捷境内共有1家游泳池、3间体育馆、2座综合体育场、6处网球场、3处足球或橄榄球场以及1处篮球或排球场。
截至2022年11月，圣阿斯捷境内暂无任何注册足球俱乐部。
圣阿斯捷-讷维克体育联盟（Union Saint Astier Neuvic）是当地的一支橄榄球俱乐部，其主队2022至2023赛季参加法国全国橄榄球丙组联赛（法国第七级别）。

### 环境
圣阿斯捷的环境事务由其所属的佩里戈尔地区伊勒-韦恩-萨朗布尔市镇公共社区联合各级政府协调负责。2019年，圣阿斯捷境内暂无污染企业。

### 治安
2019年，圣阿斯捷市镇范围内共有1处宪兵队。
圣阿斯捷及其附近的共110个市镇是佩里格国家宪兵队（zone gendarmerie de Périgueux）的管辖范围。2020年，该宪兵队累计记录各类案件2,288起，其中盗窃类案件1,113起，经济类案件419起，毒品交易类案件73起。

## 文化
2020年，圣阿斯捷境内有1家电影院。圣阿斯捷市政府提供多媒体中心，每周二至六向公众开放。

### 建筑
圣阿斯捷境内有多处历史建筑，其中法国国家文物保护单位包括圣阿斯捷教堂、圣阿斯捷山城堡等。

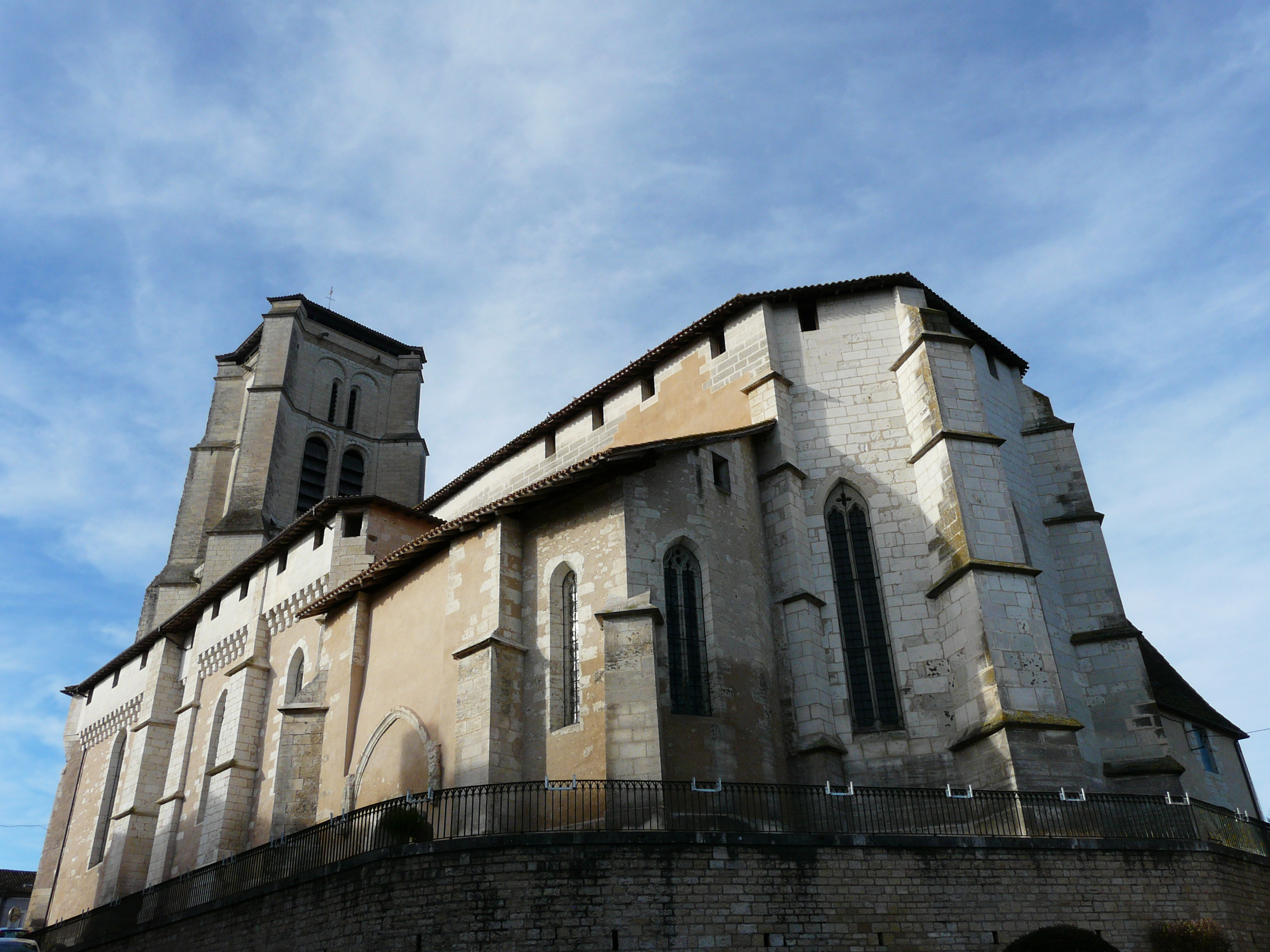
圣阿斯捷教堂（法语：Église Saint-Astier de Saint-Astier）
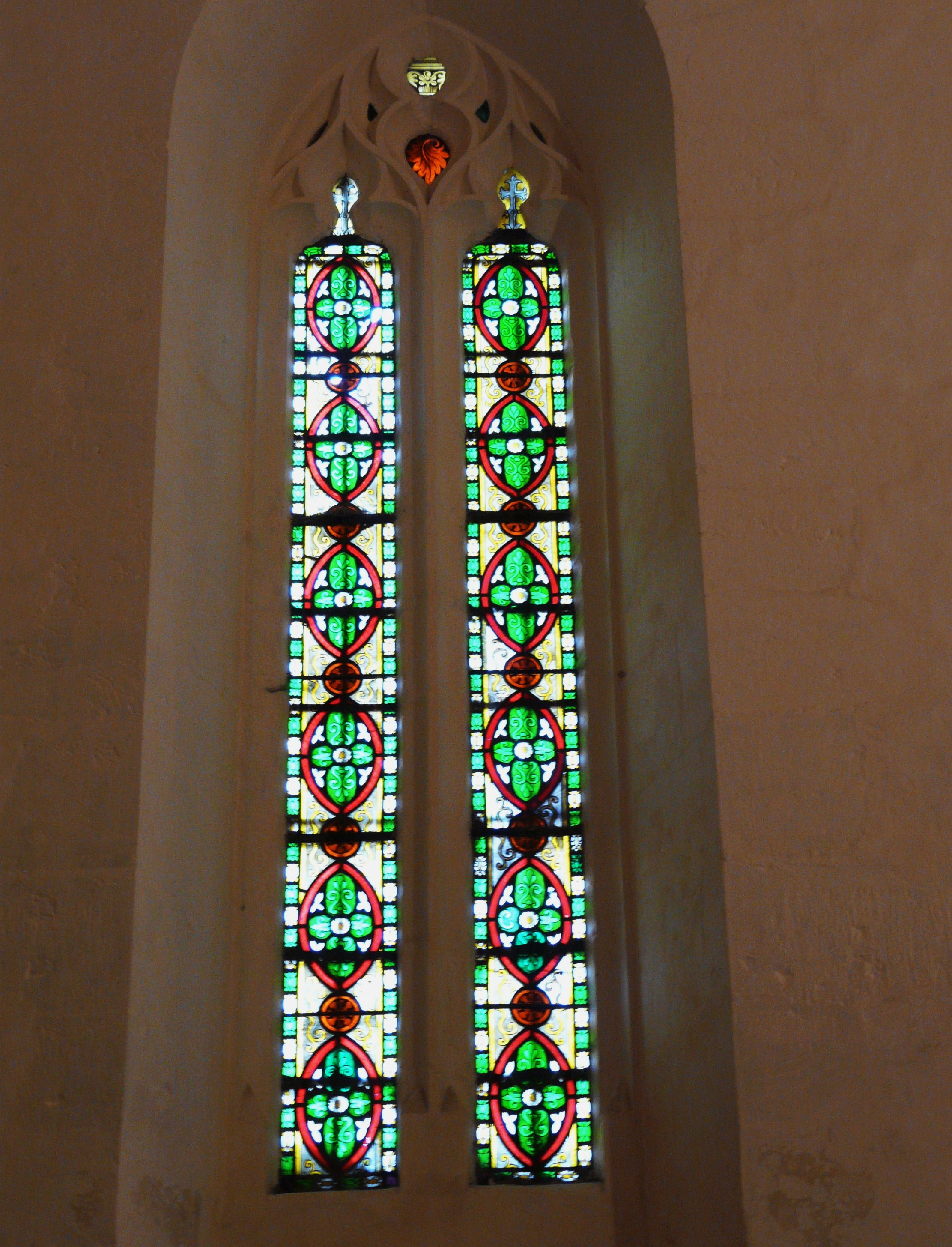
教堂窗画
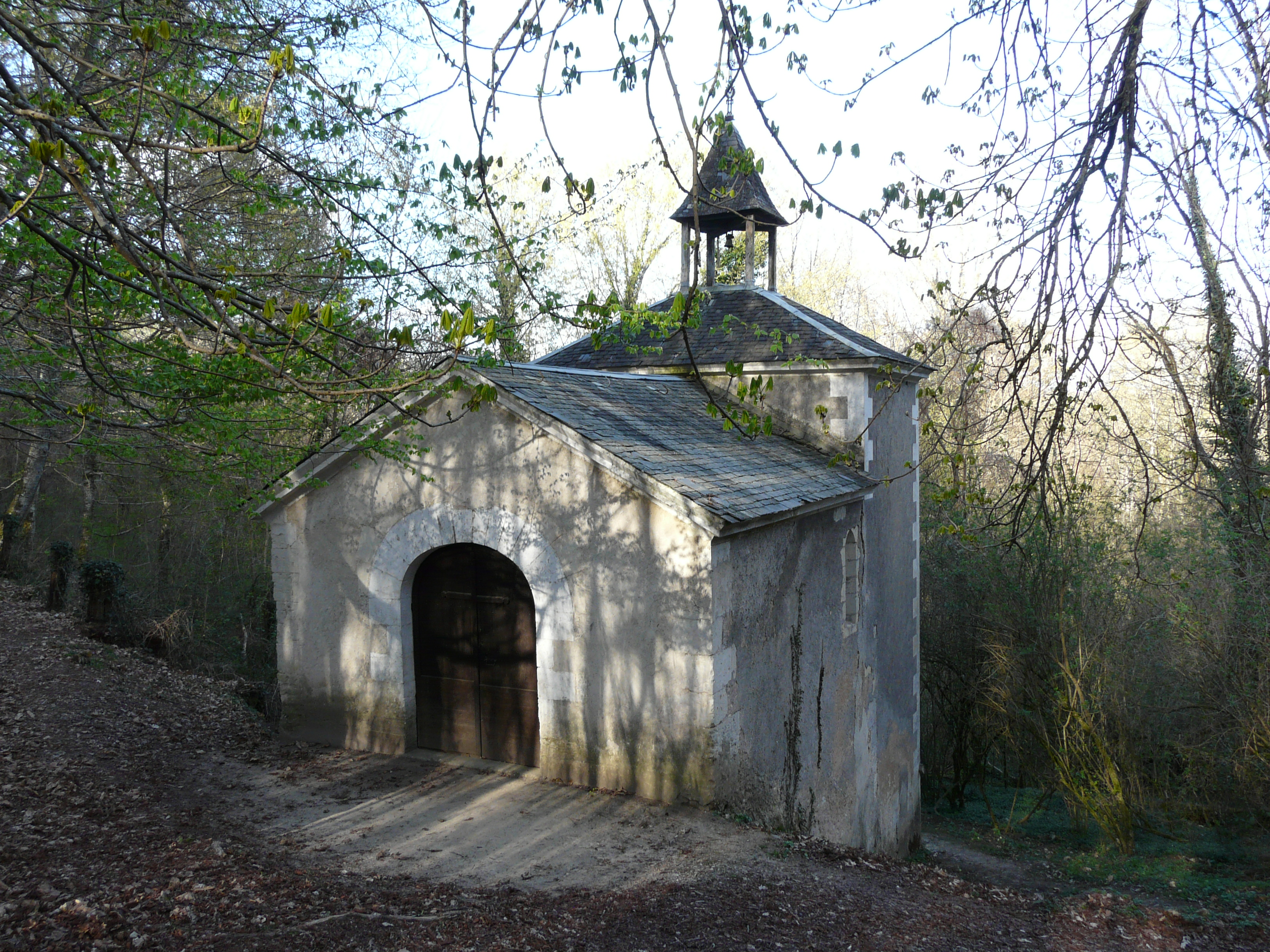
树林小教堂
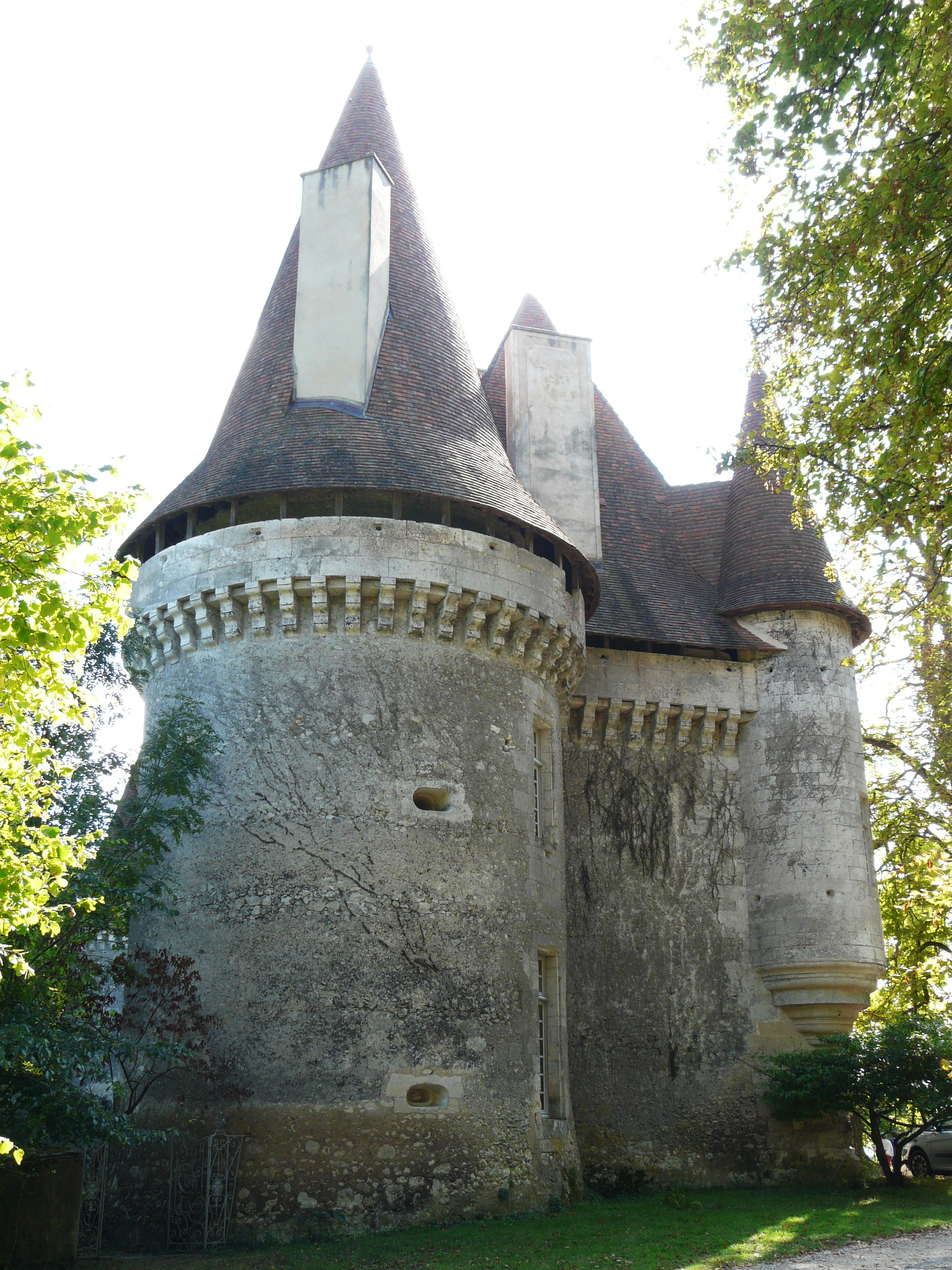
皮费拉城堡
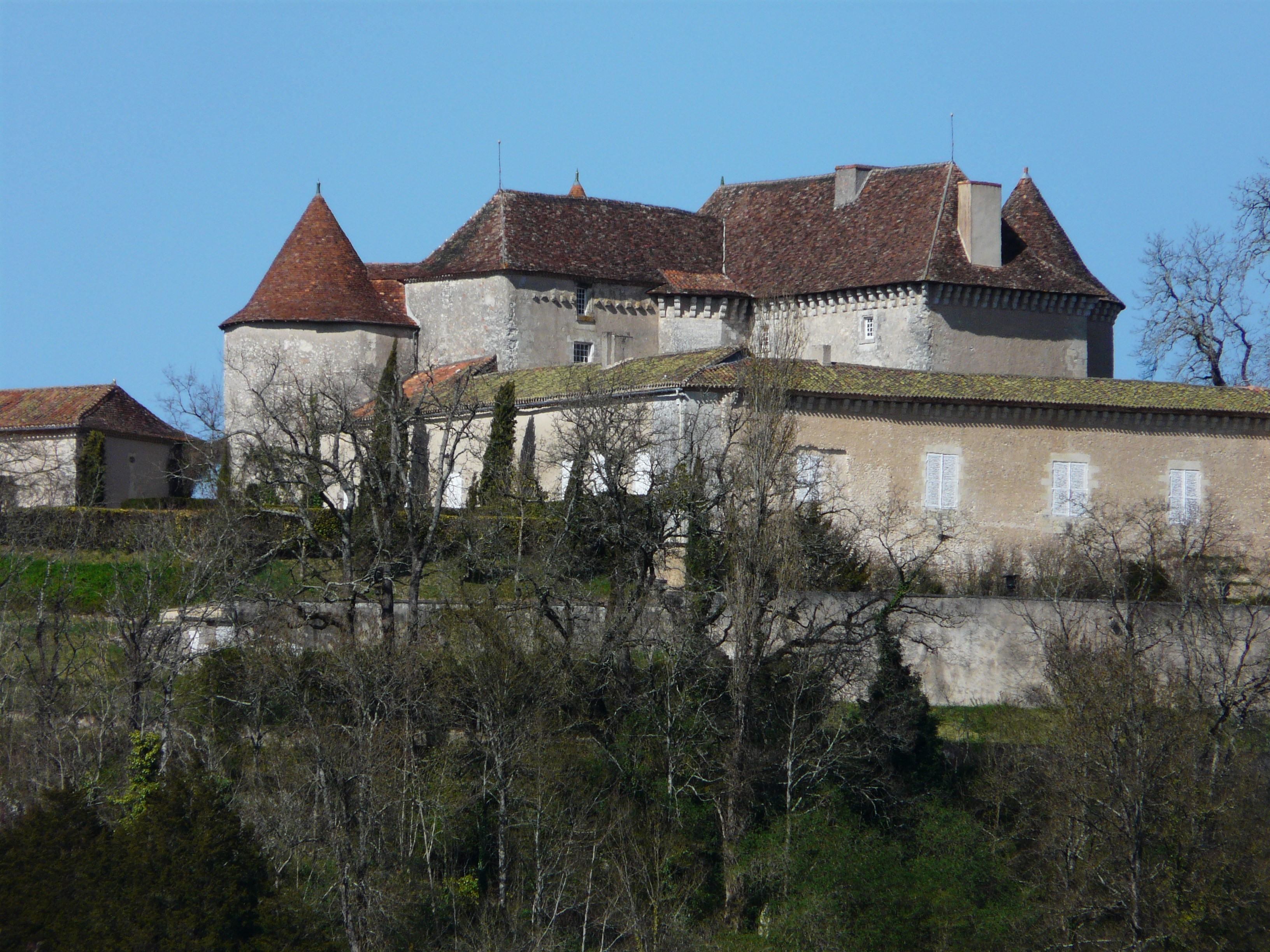
圣阿斯捷山城堡（法语：Château du Puy-Saint-Astier）
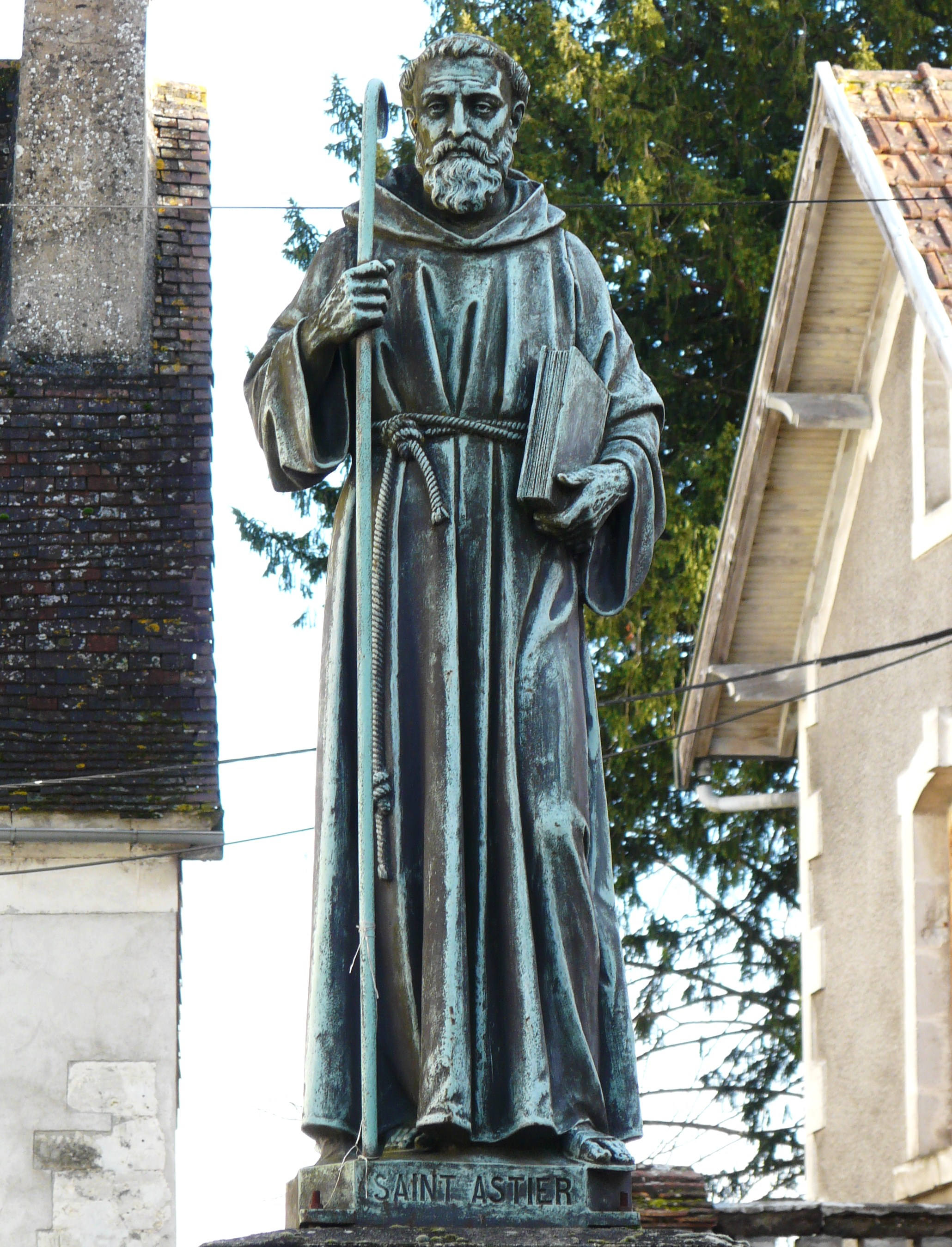
圣阿斯捷雕像
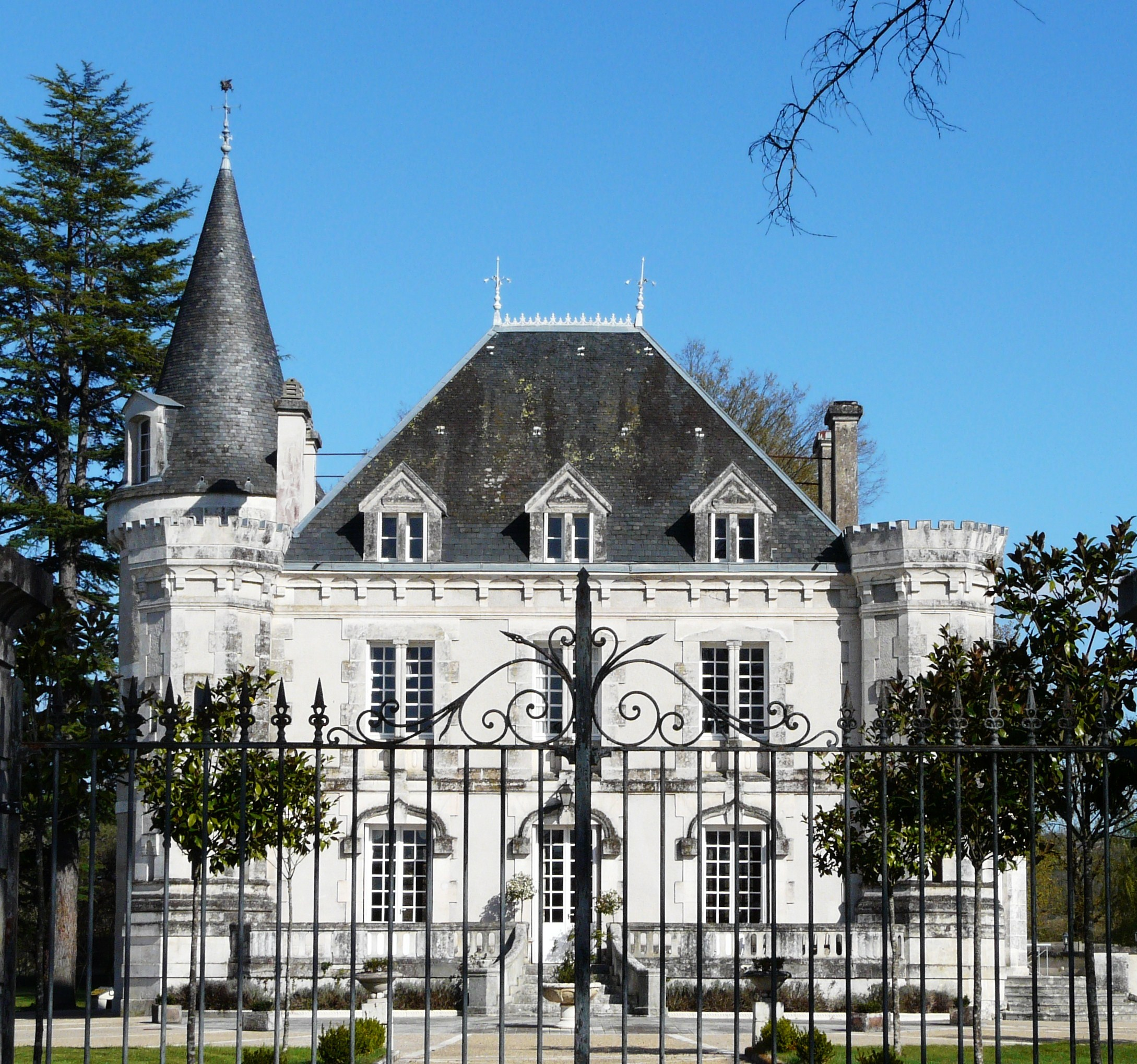
一处私人宅邸
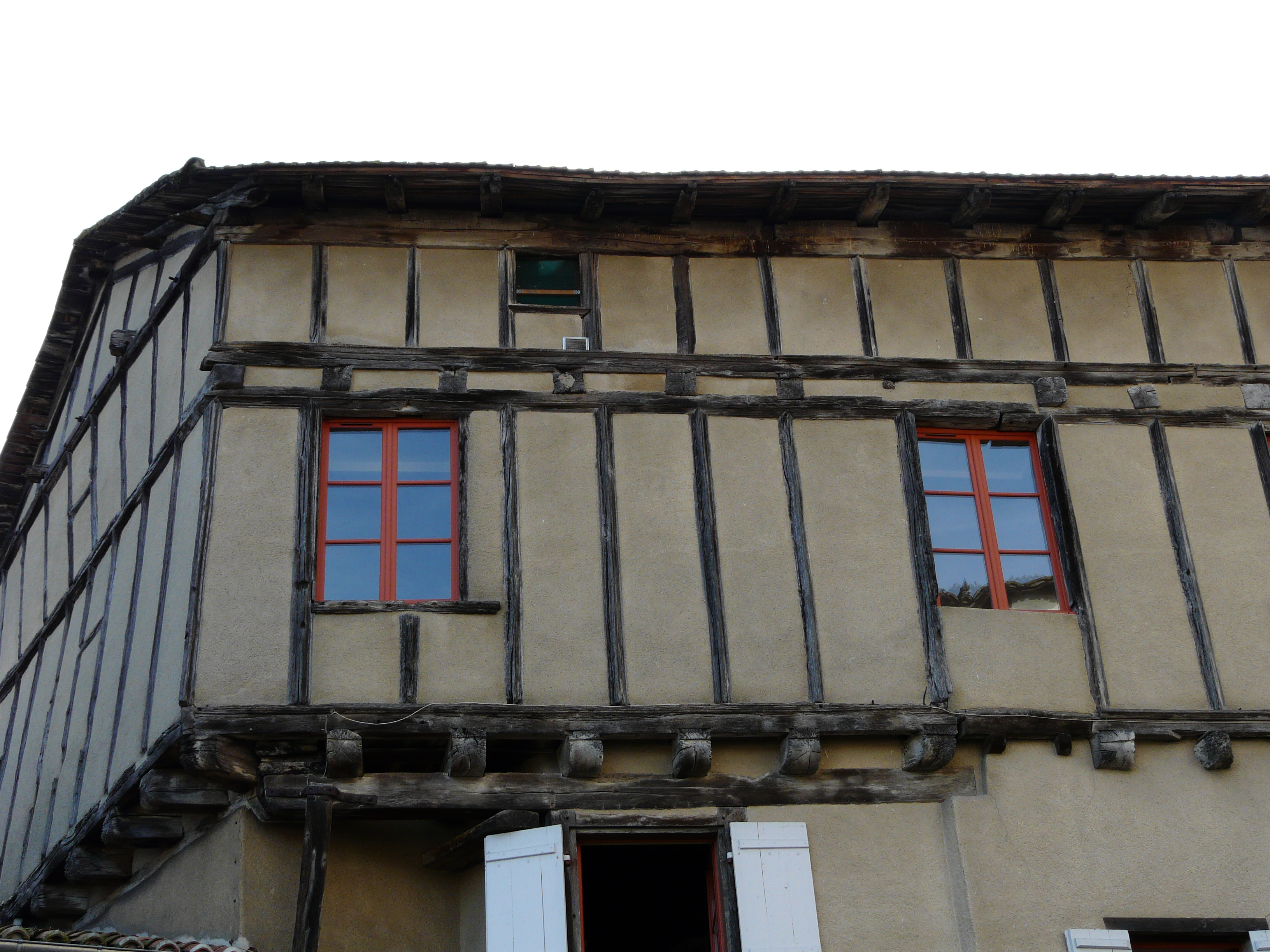
传统民居

### 旅游
圣阿斯捷的旅游事务由其所属的佩里戈尔地区伊勒-韦恩-萨朗布尔市镇公共社区负责。2021年，圣阿斯捷境内共有1个露营地，可容纳共150辆露营车。

### 媒体
法国主要的媒体均可在圣阿斯捷接收，法国电视三台下属的新阿基坦大区频道在部分时段播出圣阿斯捷所属区域的地方新闻。《西南报》、《多尔多涅自由报》、蓝色法兰西佩里格广播、伊萨贝尔广播等是当地主要的地方性媒体。

## 相关人物
法国政治家罗歇·拉努逝世于圣阿斯捷。法国歌手肯吉·季拉克曾在圣阿斯捷长期生活。

## 友好城市
截至2022年11月，圣阿斯捷共与两座城市互为友好城市关系：
- Keng-Kok
- 義大利 安诺内威尼托